# Corps (biologie)
 (octobre 2024).
Si vous disposez d'ouvrages ou d'articles de référence ou si vous connaissez des sites web de qualité traitant du thème abordé ici, merci de compléter l'article en donnant les références utiles à sa vérifiabilité et en les liant à la section « Notes et références ».

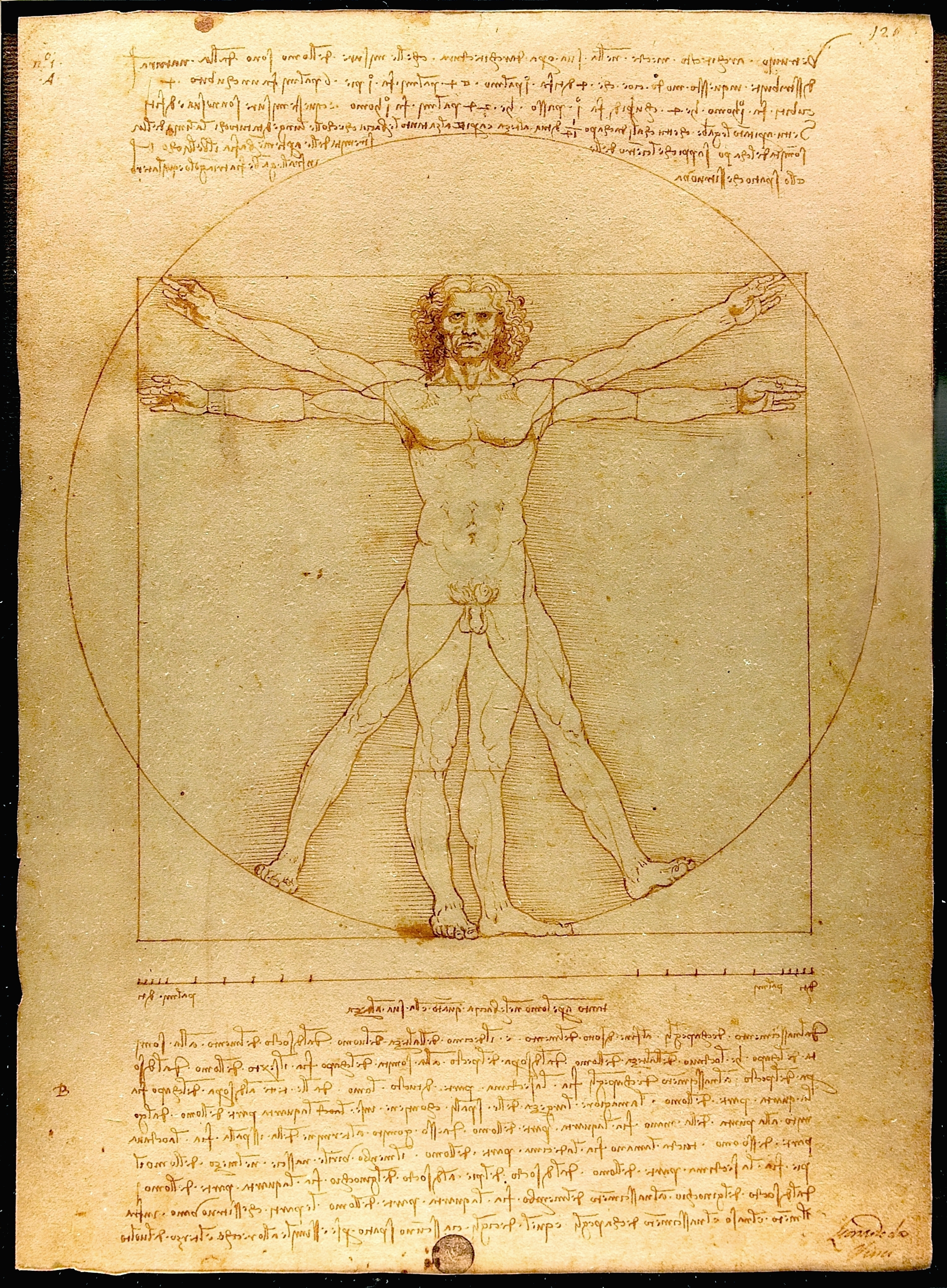
Léonard de Vinci, Homme de Vitruve (vers 1492).

Un corps (latin :  corpus) est la matière physique d'un organisme.

## Typologie
Il existe des organismes qui passent de cellules individuelles à des organismes entiers : par exemple, les myxomycètes. Pour eux, le terme corps signifierait le stade multicellulaire.
Autres utilisations :
- Corps de la plante : les plantes sont modulaires, les modules étant créés par les méristèmes et le corps étant généralement composé à la fois du système de pousses et du système racinaire, le développement du corps étant influencé par son environnement[1].

- Corps cellulaire : ici, il peut être utilisé pour des cellules comme les neurones qui ont de longs axones (fibres nerveuses). Le corps cellulaire est la partie qui contient le noyau.

Le corps d'un homme ou d'un animal mort est appelé cadavre. Les cadavres d'animaux vertébrés et d'insectes sont parfois appelés carcasses.

## Corps humain
Le corps humain a une tête, un cou, un torse, deux bras, deux jambes et les organes génitaux de l'aine, qui diffèrent entre les hommes et les femmes.

## Étude
La branche de la biologie traitant de l'étude des corps et de leurs caractéristiques structurelles spécifiques appelées morphologie. L'anatomie est une branche de la morphologie qui traite de la structure du corps à un niveau supérieur au tissu. L'anatomie est étroitement liée à l'histologie, qui étudie la structure des tissus, ainsi qu'à la cytologie, qui étudie la structure et la fonction des cellules individuelles, à partir desquelles sont construits les tissus et les organes du macro-organisme étudié. Ensemble, l'anatomie, l'histologie, la cytologie et l'embryologie représentent une morphologie.
L'étude des fonctions et des mécanismes d'un corps est la physiologie,.